# Las aventuras de Zipi y Zape
Las aventuras de Zipi y Zape es una película española de 1981 dirigida por Enrique Guevara basada en los personajes de José Escobar.

## Argumento
Zipi y Zape vuelven a la escuela tras un largo verano. Este año tendrán un nuevo compañero de clase llamado Oliverio. Cuando éste es marginado por los demás niños de la escuela, los gemelos deciden protegerlo y ser sus amigos. Resulta que Oliverio es rico pero huérfano. Vive con su tía en una casa de los barrios más ricos de Barcelona.
El Mayordomo de la familia, se ha compinchado con un grupo de gánsters para raptar a Oliverio y saldar sus deudas de juego.
Mientras estos intentan raptar al niño sin éxito, Zipi y Zape usarán sus travesuras para que su amigo se divierta yendo al parque de atracciones o la discoteca.

## Reparto
- Francisco Javier Valtuille interpreta a Zipi Zapatilla.
- Luis María Valtuille Zape Zapatilla.
- Mary Santpere tía Aniceta.
- Alfred Lucchetti interpreta a don Minervo.
- Marta Angelat interpreta a doña Jaimita Zapatilla.
- Joan Monleón interpreta a don Pantuflo Zapatilla.
- Berta Cabré interpreta a chica gánster.
- Carles Velat interpreta Listo, uno de los gánster.
- Damià Barbany interpreta al gánster jefe.
- Enric Pous interpreta a Bruto, uno de los gánster.
- Mateo Fortuny se interpreta a sí mismo.
- Marc de Semir interpreta a Oliverio.
- Amparo Moreno interpreta a Tomasa.
- Carles Lloret interpreta a Bautista.

## Crítica
Según el libro "El mundo de Escobar" la película es "un cúmulo de disparates mal contados", contiene "innecesarios números musicales" y "es un producto que, de tan malo, casi se podría convertir en objeto de culto". Es valorada por algunos críticos como un despropósito al nivel de las películas de Ed Wood debido a sus numerosos errores técnicos o un reparto muy malo en donde pusieron a dos adolescentes interpretando a los protagonistas (con voz posteriormente doblada), números musicales que no tenían importancia en la trama, que apareciesen personajes arbitrarios como El Increíble Hulk y Sherlock Holmes o que se pintara la cara a una actriz de raza blanca para que interpretase a una negra.